# Portrait de Gaston de France
Le Portrait de Gaston de France est un tableau peint par Antoine van Dyck actuellement conservé au musée Condé à Chantilly.

## Historique
Gaston de France, en rébellion contre son frère Louis XIII et son conseiller le cardinal de Richelieu, s'enfuit de France à la suite de son mariage avec Marguerite de Lorraine qui provoque une tempête diplomatique entre la France et la Lorraine. Il trouve refuge dans les Pays-Bas espagnols en janvier 1632, auprès de sa mère, Marie de Médicis, réfugiée à Bruxelles depuis son assignation en résidence et la Journée des dupes. En mars 1632, de passage dans cette ville, Antoine van Dyck a pu tirer les portraits du prince, un document datant du mois d'août de la même année indiquant que le roi Charles Ier d'Angleterre, dont van Dyck est le peintre officiel, autorise le paiement au peintre d'un portrait en pied de son beau-frère, Monsieur, le frère du roi de France. Pourtant, la date de 1634 est portée sur le tableau mais l'inscription n'est pas contemporaine du tableau. En effet, en 1634, Antoine van Dyck effectue un autre séjour dans les Pays-Bas espagnols. 

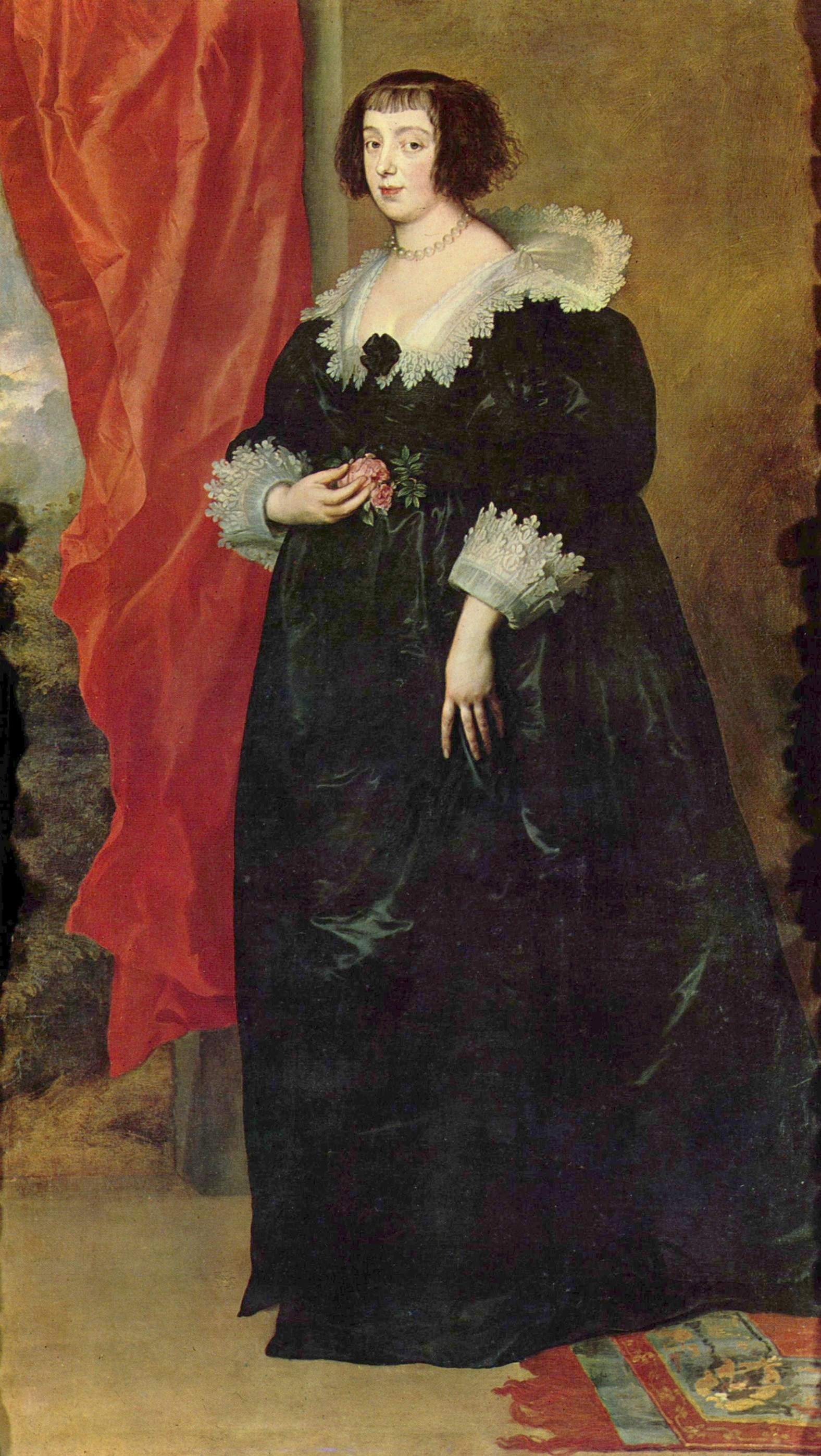
Portrait de Marguerite de Lorraine par Antoine van Dyck, 1634

Le portrait est vendu au Comte Hutchinson en 1649. On retrouve sa trace lors d'une vente chez Christie's en 1816 à Londres où il est acheté par le prince régent, le futur George IV du Royaume-Uni. Celui-ci le donne en cadeau au duc d'Orléans, futur Louis-Philippe Ier, en 1829. Le duc d'Aumale, fils benjamin de ce dernier, en hérite lors de la succession de la reine Marie-Amélie de Bourbon-Siciles en 1866. Présent dans ses collections dans sa résidence d'exil de Twickenham, il le fait accrocher dans la salle de la Tribune du musée au château de Chantilly, lors de sa construction dans les années 1880. 

## Sujet et composition
À la date du tableau, Gaston d'Orléans est un prince en pleine force de l'âge, frère d'un roi sans enfant et d'une santé précaire, et donc potentiel futur régnant. Il s'agit donc d'un portrait tout ce qu'il y a de plus officiel. Il porte le bâton de commandant en chef, ainsi qu'un plastron sur une tunique militaire de buffle. Il porte au cou le cordon bleu de l'ordre du Saint-Esprit. Il est à la veille de partir rejoindre la révolte du Languedoc menée par Henri II de Montmorency et qui se termine par la défaite de Castelnaudary le 1er septembre 1632. La tenture en fond, le tapis recouvrant la table et son casque sont constellés de fleurs de lys, affirmant son rang de chef de parti.
En 1633, il est rejoint dans son exil par sa femme, Marguerite de Lorraine. C'est alors en 1634 que van Dyck fait sans doute le portrait de cette dernière dans des dimensions et dans une posture similaire au portrait de son mari. Même s'il est donc postérieur de quelques années, le Portrait de Marguerite de Lorraine (aujourd'hui à la galerie des Offices) devait donc sans doute constituer un pendant à celui de son époux, les deux portraits appartenant aux collections du roi d'Angleterre en 1649. 

## Œuvres en rapport

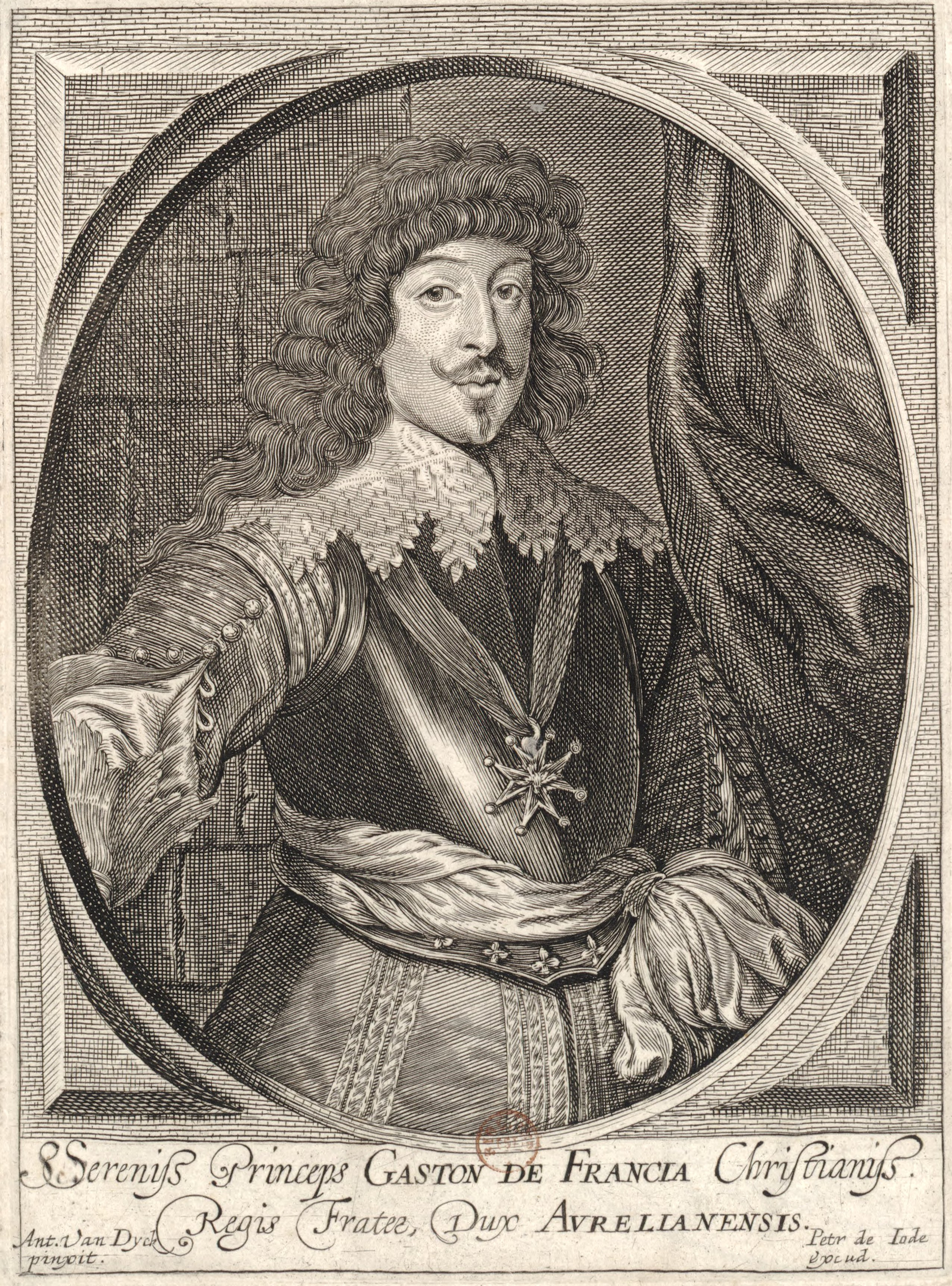
Estampe inspirée du tableau de Van Dyck

Il existe une copie de la main de van Dyck de ce tableau, actuellement conservée à Longford Castle (Wiltshire), dans la collection du comte de Radnor (208,3 × 112,4 cm). D'autres copies (partielles) beaucoup plus tardives, sont conservées au château de Versailles, réalisées à l'époque de la monarchie de Juillet : une peinte par Paulin Guérin en 1834, une autre par Charlemagne-Oscar Guët (1801-1871) en 1838 et deux par Jean-Pierre Franque en 1835 et 1839. Lucas Vosterman en a exécuté une gravure pour la première fois publiée vers 1636-1641, représentant le prince à mi-corps. Cette estampe a servi par la suite de modèle à de très nombreuses reproductions.